# Miloš Srejović
Miloš Srejović (en cyrillique : Милош Срејовић ; né le 12 avril 1956 à Kragujevac) est un athlète serbe qui concourut sous la nationalité yougoslave, spécialiste du triple saut. Il est l'actuel détenteur du record de Serbie du triple saut avec 17,01 m réalisé le 20 septembre 1981 à Sarajevo.

## Carrière

### Palmarès
| Date | Compétition                    | Lieu         | Résultat | Performance |
| ---- | ------------------------------ | ------------ | -------- | ----------- |
| 1978 | Championnats d'Europe          | Prague       | 1er      | 16,94 m     |
| 1980 | Championnats d'Europe en salle | Sindelfingen | 10e      | 16,13 m     |

### Records
| Épreuve     | Performance  | Lieu     | Date              |
| ----------- | ------------ | -------- | ----------------- |
| Triple saut | 17,01 m (NR) | Sarajevo | 20 septembre 1981 |